# Berlin Historic District (Nevada)
Der Berlin Historic District ist ein Kulturdenkmal im Nye County im US-Bundesstaat Nevada, Vereinigte Staaten, etwa 35 km östlich von Gabbs. Die Anlage umfasst die Geisterstadt Berlin und ist Teil des Berlin-Ichthyosaur State Park. 
Seit 1971 ist der Berlin Historic District im National Register of Historic Places gelistet.

## Geografie
Der Berlin Historic District liegt an der Westseite der Shoshone Range, am Rand des Humboldt-Toiyabe National Forest und liegt im Gebiet des Nye County in Nevada. Nahe an der Anlage führt die Nevada State Route 844 vorbei.
Der Distrikt liegt 2.035 Meter über dem Meeresspiegel.

## Geisterstadt Berlin
Den Kern des Berlin Historic District bildet die Geisterstadt Berlin. Es handelt sich hierbei um eine unbewohnte, ehemalige Minenarbeitersiedlung. Die Stadt hatte zeitweise 300 Einwohner und 75 Gebäude.
Berlin ist in U-Form angelegt und nach Osten hin geöffnet.

### Geschichte

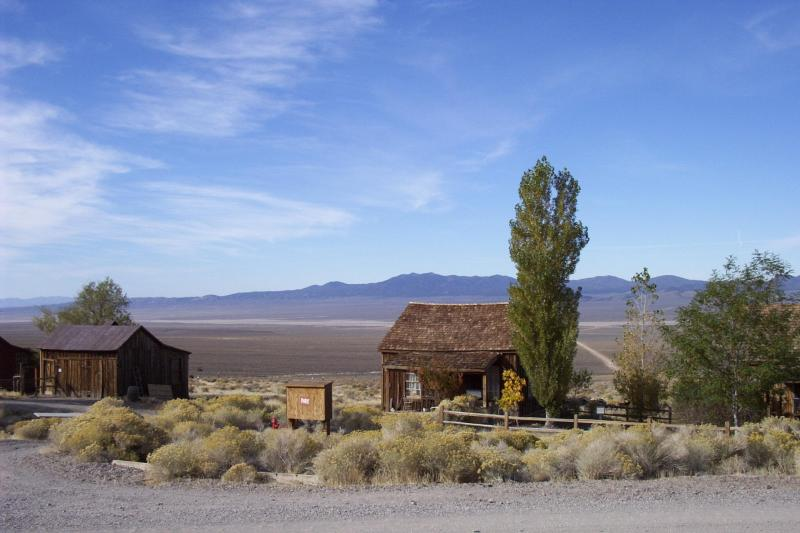
Blick von Berlin auf das Ione-Tal

Im Mai 1863 fanden die ersten Bergbauaktivitäten in der Gegend statt, als eine kleine Gruppe von Prospektoren Silber im Union Canyon entdeckte und ein Camp errichtete. Ein Jahr darauf wurde der Union Mining District gegründet, der die Siedlungen Union, Ione, Grantsville und ein wenig später auch Berlin umfasste.
Auch wenn bereits 1869 ein erster Schürfbericht aus dem Berlin Canyon vorlag, wurde der Minenbetrieb erst 1896 richtig aufgenommen. Im darauffolgenden Jahr wurde die Stadt Berlin offiziell gegründet. 
Die nahegelegene Stadt Union funktionierte als Vorort Berlins. Die Mine von Berlin bestand aus Tunneln mit einer Gesamtlänge von 5 km und förderte im Laufe der Zeit Gold und Silber im Gesamtwert von knapp einer Million US-Dollar.
Berlin konnte jedoch nie in dem Ausmaß wie etwa die Boomtowns Tonopah und Goldfield florieren. Zwar lag die Einwohnerzahl 1905 bei 300, aber nach der Panik von 1907 und dem Bergarbeiterstreik im gleichen Jahr ging The Atlantic and Pacific Mining Company bankrott, was zu einem Abwandern der Minenarbeiter führte. 1911 war Berlin bereits fast komplett verlassen und musste aufgelöst werden.
Am 5. November 1971 wurde die Stadt als Berlin Historical District in das National Register of Historic Places aufgenommen.

### Zustand heute
Die noch vorhandenen 13 gut erhaltenen Gebäude umfassen unter anderem das Haus des Minenaufsehers, das heute als Büro des Parks genutzt wird, das Kontrollamt und eine Werkstatt. Daneben konnte eine Mühle erhalten werden.
Schon vor der Aneignung Berlins im Jahre 1970 durch den Bundesstaat Nevada wurde die Geisterstadt gepflegt, weshalb sie auch heute noch sehr gut erhalten ist.